# Česká liga akademická
Česká liga akademická (zkráceně ČLA, po r. 1918 nazývaná obvykle jen Akademická liga) byl spolek českých katolicky orientovaných vysokoškoláků, jehož hlavním smyslem byla péče o katolické studenty přicházející studovat na některou z pražských vysokých škol.

## Historie a činnost
Spolek byl založen v roce 1906 a jeho vznik je spojován především s tehdejším profesorem teologické fakulty a pozdějším pražským arcibiskupem Františkem Kordačem. Původním účelem byla především pomoc a sociální podpora novým, mimopražským vysokoškolským studentům (např. hledání ubytování nebo levného stravování). K činnostem spolku ale patřilo také pořádání kulturních a sportovních akcí, společných bohoslužeb a duchovních cvičení.
Z později známých osobností patřil ke členům Ligy např. František Nosek.
Už od roku 1909 vydávala ČLA vlastní časopis, původně s názvem Studentská hlídka, po první světové válce s názvem Život. Obsah byl zaměřen na umění, náboženství i politiku.
V roce 1939 byla ČLA zrušena. Po druhé světové válce sice svou činnost na čas obnovila, ale byla jako ideový nepřítel komunistického režimu zrušena znovu a mnozí z jejích členů pak byli perzekvováni (jedním z nich byl i Josef Plocek).